# Breitensteinia cessator
Breitensteinia cessator är en fiskart som beskrevs av Ng och Siebert, 1998. Breitensteinia cessator ingår i släktet Breitensteinia och familjen Akysidae. Inga underarter finns listade.